# Делба, Михаил Константинович
Михаи́л Константи́нович Делба (1905 с. Адзюбжа, Сухумский округ — 1992) — советский государственный и партийный деятель, председатель Президиума Верховного Совета Абхазской АССР (1938—1948).

## Биография
Член ВКП(б) с 1938 года. В 1925 году окончил Сухумский педагогический техникум, в 1930 году — Академию Коммунистического Воспитания имени Н. К. Крупской. Доцент (1935).
- с 1930 года на преподавательской работе,
- С 1937 по июль 1938 года — народный комиссар просвещения Абхазской ССР,
- В 1938—1948 годах — председатель Президиума Верховного Совета Абхазской АССР,
- В 1948—1953 годах — председатель Совета Министров Абхазской АССР.

## Награды и звания
Награждён орденами Ленина, Трудового Красного Знамени, Отечественной Войны I-й степени.